# Зірок — легіон
«Зірок — легіон» (англ. The Stars Are Legion) — науково-фантастичний роман американської письменниці Кемерон Герлі, опублікований у Сполучених Штатах у 2017 році, а потім перекладений французькою мовою та опублікований у 2018 році.

## Стислий сюжет
Це нетиповий роман, який не розміщений ні в часі, ні в просторі. Події роману розгортаються на космічних кораблях, що повністю складаються з органічної матерії. Вони керовані лише жінками. Немає посилання на Землю чи чоловічий рід.
Сюжет містить сцени насильства, змов, брехні та зради, де дві жінки, Зан і Джейд, борються за цінності дружби, любові, мужності та жертовності.

## Персонажі
- Зан — воячка. Вона прокидається без спогадів на кораблі «Катазирна» після того, як очолила атаку на інший корабель «Мокші», з якого вона єдина вижила під час атаки, якою керувала. Зан поступово дізнається, що «Катазирна» вже багато разів посилала її для нападу на «Мокші», що закінчилося невдачею та амнезією.
- Анат — правителька «Катазирни». Вона має механічну руку, яка дає їй абсолютну владу керувати своїм світом. Саме вона посилає Зан у цей нескінченний квест проти Моші та веде програну битву проти іншого корабельного світу, «Бгаваджі».
- Джейд — донька Анат і коханка Зан. У неї є план протистояти своїй матері, зупинити цикл воєн і врятувати Легіон. Цей план вимагає її самопожертви та амнезії Зан.
- Расіда — правителька «Бгаваджі». Її світ біологічно вмирає. Вона веде війну проти «Катазирни», щоб черпати ресурси для свого світу. Красива і жорстока, вона використовує всі засоби, щоб отримати те, чого жадає: руку Анат і матку Джейд.
- Дас Мунді — мутант, що живе в глибині «Катазирни». Вона народжує монстрів, які пожирають приречених на переробку.
- Казамир — молода інженерка, яка живе у функціональних шарах «Катазирни». Вона йде досліджувати інші шари.

## Технології
Кораблі «Зірок легіон» повністю органічні; метали рідкісні і все працює за принципом переробки в нижніх шарах світів. Кораблі-міста мають власний інтелект, що керує їхньою роботою з переробки та виробництва. Жінки, більшість з яких є мутантками, через небажану вагітність виробляють те, що потрібно корабельному світу.

## Нагороди та відзнаки
- «Зірок легіон» був номінований на премію «Локус» як найкращий науково-фантастичний роман 2018 року.
- Він отримав премію «Ігнотус» за найкращий іноземний роман 2018 року[4].

## Видання
- The Stars Are Legion, Saga Press, 7 лютого 2017, 380 p. ISBN 978-1-4814-4793-5
- Les étoiles sont légion, Albin Michel, coll.  Imaginaire, 31 жовтня 2018, trad. Gilles Goullet, 408 p. ISBN 978-2-226-43693-1
- Les étoiles sont légion, Le Livre de poche, coll.  Imaginaire no 36167, 16 липня 2021, trad. Gilles Goullet, 504 p. ISBN 978-2-253-10340-0